# 블랑카 페르난데스 오초아
블랑카 페르난데스 오초아(스페인어: Blanca Fernández Ochoa, 1963년 4월 22일~2019년 8월 24일 이후)는 스페인의 알파인 스키 선수이다. 올림픽에 4회 참가했고 1992년 동계 올림픽 회전 부문에서 동메달을 획득했다. 
스페인 국가대표 알파인 스키 선수이자 스페인 최초의 동계 올림픽 금메달리스트인 프란시스코 페르난데스 오초아의 여동생이다.